# Carla Del Ponte
Pour les articles homonymes, voir Ponte.
 (novembre 2021).
Si vous disposez d'ouvrages ou d'articles de référence ou si vous connaissez des sites web de qualité traitant du thème abordé ici, merci de compléter l'article en donnant les références utiles à sa vérifiabilité et en les liant à la section « Notes et références ».
Carla Del Ponte, née le 9 février 1947 à Bignasco en Suisse, est une magistrate suisse originaire du Tessin. 
Anciennement juge d'instruction à Lugano (1981) puis procureur du canton du Tessin (1985) et procureur général de la Confédération suisse (1994), elle fut nommée en août 1999 procureur du Tribunal pénal international pour l'ex-Yougoslavie (TPIY) et du Tribunal pénal international pour le Rwanda (TPIR). Elle remplace ainsi Louise Arbour dans la poursuite des personnes accusées des violations les plus graves des droits de l'homme. Afin qu'elle se consacre uniquement au cas de l’ex-Yougoslavie et à la suite de pressions exercées par le gouvernement rwandais, en 2003, le Conseil de sécurité des Nations unies ne renouvela pas son mandat de procureure générale du TPIR et désigna à sa place le magistrat gambien Hassan Bubacar Jallow. Après huit années d'activité, son mandat de procureure du TPIY prit fin le 31 décembre 2007 ; elle laissa sa place au magistrat belge Serge Brammertz.
Le 1er janvier 2008, elle succède à Daniel von Muralt comme ambassadrice de Suisse en Argentine avec résidence à Buenos Aires. Ses fonctions prennent fin en février 2011.
De septembre 2012 à août 2017, elle est membre de la commission d'enquête indépendante chargée d'enquêter en Syrie, créée sous les auspices du Conseil des droits de l'homme des Nations unies.

## Biographie
Carla Del Ponte est née en 1947 dans une famille suisse italophone à Lugano. Elle passe son enfance à Bignasco dans le Val Maggia. Durant les premiers temps de sa jeunesse elle voulait d'abord être médecin comme deux de ses frères. Elle rêvait de devenir chirurgien : « Mon frère m'a souvent emmenée assister à des opérations la nuit, lorsqu'il était interne ». Mais son père, hôtelier de la vallée surplombant Lugano, envisageait pour elle une vie de femme mariée et mère de famille, et non de longues études universitaires. Déjà, son tempérament « bien trempé » l'amènera à négocier avec son père. Ainsi, elle entreprit des études de droit, certes moins longues, mais des études. C'est ainsi qu'elle s'orienta vers le droit.
- En 1975 elle ouvre son propre cabinet d'avocats.
- En 1981 elle est nommée juge d’instruction.
- En 1985 elle est nommée procureur du canton du Tessin à Lugano.
- En 1994 elle est nommée procureur général de la Confédération suisse.
- En 1999 elle est nommée procureur général du TPIR et du TPIY par le Conseil de sécurité des Nations unies.
- En 2003 elle est maintenue dans ses fonctions de procureure générale du TPIY mais son poste de procureure générale du TPIR n'est pas renouvelé.
- Le 23 août 2007, le Département fédéral des Affaires étrangères annonce sa nomination comme ambassadrice de Suisse en Argentine à compter de janvier 2008, après la fin de son mandat au TPIY.
- Le 28 septembre 2012, elle est nommée commissaire au sein de la commission d'enquête de l'ONU sur la Syrie[7].

Mariée et divorcée par deux fois[réf. souhaitée], elle a un fils, Mario Timbal, qui est l'actuel directeur général de la RSI. Del Ponte parle l'italien, l'allemand, le français, l'anglais, et l'espagnol.

### Études
Carla Del Ponte entreprit des études de droit international à l'université de Berne puis à l'université de Genève. Lors de ses études à Genève, elle se passionna pour les cours de droit pénal et de criminologie. Ces cours la marquèrent profondément en lui faisant apparaître le rôle fondamental du droit dans la société et la place éminente qu’y occupe la justice. Ces cours éveillèrent ainsi chez elle une réelle vocation pour la magistrature et notamment la fonction de procureur.[réf. nécessaire].
Elle fit aussi des études de droit international en Grande-Bretagne et en Irlande du Nord où elle obtint son LL.M. (Master of Laws) en 1972.

### Activités en Suisse
Aussi, après avoir fini ses études en 1972, elle exerça le métier d’avocat dans une étude à Lugano.
En 1975 elle ouvrit son propre cabinet. Cette fonction lui permit de comprendre les rouages de la défense mais cela ne correspondait pas à ses ambitions.
En 1981 elle fut nommée juge d’instruction, fonction qu’elle exercera trois ans avant d’être nommée procureur du canton du Tessin à Lugano. Elle instruisit en particulier des affaires de criminalité économique, de trafic international de drogue et de crime organisé. Elle acquit dans ces matières une expertise considérable. Sa ténacité, sa pugnacité, son ardeur au travail, jointes à une parfaite maîtrise du droit, firent d'elle un procureur redoutable et rapidement redoutée. Son activité contre le blanchiment de l'argent sale lui valut d'ailleurs le surnom de « Carlita la pesta ». Se rendant compte que la poursuite de cette délinquance impliquait une collaboration transfrontalière, elle développa parallèlement une intense activité en matière d’entraide judiciaire internationale.
Elle collabora avec le juge italien Giovanni Falcone. Ils prouvèrent le lien entre des blanchisseurs d'argent suisses et la mafia sicilienne dans le cadre du célèbre trafic de drogue italien « Pizza connection ». En été 1988, dans le cadre de ses enquêtes, elle échappa à un attentat en Sicile alors qu'elle rendait visite au juge italien dans sa maison de vacances de Palerme. La police désamorça à temps 50 kilos d’explosifs cachés dans les fondations. Le juge Falcone ne put échapper une nouvelle fois aux menaces qui pesaient sur lui et fut assassiné le 23 mai 1992 par la mafia après qu'elle eut actionné une charge explosive au passage de sa voiture. Le meurtre du juge Falcone ne fit que renforcer la détermination de Carla Del Ponte dans sa lutte contre le crime organisé et sa réputation ne tarda pas à dépasser rapidement les frontières. Ses ennemis de la "Cosa Nostra" l'affublèrent du surnom de « La Puttana ». Elle échappa encore à deux reprises à des tentatives d'assassinat.
Le 1er avril 1994, Carla Del Ponte fut nommée procureur général de la Confédération suisse et devint membre de la Commission fédérale "criminalité économique“. Après avoir pris son poste fédéral, elle se fixa comme priorité de mener une guerre sans merci contre le crime organisé et contre les mafias de toutes origines qui trouvaient en Suisse un refuge complaisant. Ce programme provoqua naturellement la résistance du "milieu" mais aussi des banques helvétiques. Dans le monde de la finance, l’action de la nouvelle procureure générale suscita rapidement des inquiétudes, de la méfiance et une certaine hostilité. Par ailleurs, elle frôla une nouvelle fois la mort lorsqu'en 1996, son hélicoptère qui survolait des plantations de coca en Colombie fut criblé de balles. S'il est exact que le milieu bancaire suisse bénéficiait à l'époque d'une législation protectrice, Carla Del Ponte s'impliqua de façon énergique afin de changer la mentalité des banquiers. De même, afin de permettre une meilleure transparence dans la recherche et la poursuite du blanchiment d'argent, elle ne cessa d'interpeller les parlementaires afin qu'ils modifient la législation. Après des années d’efforts, sous son impulsion, son action fut couronnée de succès. La Suisse se dota d’un nouveau dispositif législatif contraignant les banques à collaborer avec la justice. Depuis, la Suisse ne figure plus sur les listes noires des instances policières internationales.

### Activités internationales
Le 11 août 1999 le Conseil de sécurité des Nations unies nomma Carla Del Ponte procureur général du Tribunal pénal international pour le Rwanda (TPIR) et du Tribunal pénal international pour l'ex-Yougoslavie (TPIY) dont les sièges sont respectivement à Arusha en Tanzanie et à La Haye aux Pays-Bas.
Dans cette nouvelle fonction, elle instruit et poursuit l’accusation contre les personnes accusées des crimes les plus odieux tels que les crimes de guerre, les génocides et les crimes contre l’humanité. Après avoir combattu la plus grande partie de sa vie contre le crime organisé, Carla Del Ponte se retrouva projetée au plus haut niveau juridique des actes de poursuite et des actes d’accusation. Parmi ses dossiers, on retrouve les charniers du Rwanda et les massacres perpétrés en ex-Yougoslavie durant les années 1990 (Bosnie-Herzégovine, Croatie, Kosovo).

#### Activité de procureur général duTPIR
Ses actes d’accusation sont dirigés contre d’anciens chefs de guerre comme Anatole Nsegiyumya (Rwandais Hutu) et Théoneste Bagosora (Rwandais Hutu), ou bien contre des personnalités politiques telles que le premier ministre (Hutu) Jean Kambanda et le bourgmestre de la ville rwandaise de Taba, Jean-Paul Akayesu. À partir de décembre 1999, Carla del Ponte annonce pour la première fois son intention de poursuivre des personnalités du FPR (tutsi), et ouvre une enquête officielle.
Carla del Ponte fut dès lors l'objet de pressions de la part de Paul Kagame, qui empêcha la procédure. Le 4 septembre 2003, le Conseil de sécurité des Nations unies ne renouvela pas le mandat de Carla Del Ponte comme procureure générale du Tribunal pénal international pour le Rwanda (TPIR). Elle dut de fait quitter le TPIR, sans que la moindre inculpation d'un quelconque responsable du FPR n'eût été menée, et fut remplacée par un magistrat gambien, Hassan Bubacar Jallow, ministre de la justice de Gambie de 1984 à 1994. Certains[Qui ?] voient dans cette mise à l'écart de Carla del Ponte du TPIR une preuve de l'orientation politique pro-FPR du tribunal.

#### Activité de procureur général duTPIY
Ses actes d’accusation sont aussi dirigés contre d’anciens chefs de guerre tels que Ratko Mladić (Serbe de Bosnie), Radislav Krstić (Serbe de Bosnie), Ante Gotovina (Croate), Tihomir Blaškić (Croate de Bosnie). Ils sont également dirigés contre d’anciens dirigeants politiques comme l’ex-président de la République fédérale de Yougoslavie Slobodan Milošević, le dirigeant Serbe de Bosnie Radovan Karadžić, le président de la République autoproclamée des Serbes de Krajina Milan Babić. Vu sa ténacité et son opiniâtreté, elle est affublée d'un nouveau surnom de la part de Milosevic et de ses colistiers : « La nouvelle Gestapo ». Lors de son activité, elle évitera une fois de plus la mort à Belgrade, en Serbie. On tire sur les vitres de sa voiture blindée. Son poste très exposé fait d'elle une des personnes sur la planète les plus menacées. Elle est gardée 24 heures sur 24 et ses déplacements sont préparés de façon minutieuse, dix jours à l'avance. Elle fut maintenue à la tête du Tribunal jugeant les crimes commis dans l'ex-Yougoslavie jusqu'en décembre 2007.

#### Fin du mandat et bilan de ses fonctions au sein duTPIY
Après huit années de services destinés à traquer et juger les criminels de guerre, son mandat de procureur général du TPIY prit fin le 31 décembre 2007. Le département fédéral des affaires étrangères (DFAE) suisse la nomma à de nouvelles fonctions. Ainsi, Carla Del Ponte occupe depuis le 1er janvier 2008 le poste d'ambassadrice de la Confédération suisse en Argentine et au Paraguay, à Buenos Aires, poste dans lequel elle succède à Daniel von Muralt.
Son mandat de magistrate suisse à La Haye aurait dû se terminer fin septembre, mais le secrétaire général de l'ONU Ban Ki-moon avait prié la Tessinoise de rester trois mois de plus. Dans une lettre rendue publique le 13 novembre 2007, le secrétaire général annonça la fin de son mandat et nomma comme nouveau procureur le magistrat belge Serge Brammertz, l'ancien chef de la Commission d’enquête internationale pour le Liban. 

Entre la création du TPIY et le moment du départ de Carla del Ponte, 161 personnes ont été mises en accusation et 94 accusés ont été jugés définitivement. D'autres procès sont en cours.
Durant ses mandats, 91 accusés ont été transférés à La Haye. Le 18 juin 2007, 4 accusés (en particulier Radovan Karadžić et Ratko Mladić) étaient toujours en fuite et 59 ont été déclarés coupables en première instance. La Chambre d'appel était encore saisie d'un certain nombre de recours formés par ces accusés et confirma la déclaration de culpabilité prononcée contre 37 d'entre eux. 25 accusés étaient jugés dans le cadre de six procès en premiere instance. Trois autres attendaient le prononcé de leur jugement. Seuls 11 accusés attendaient d'être jugés. Enfin, 11 accusés ont interjeté appel du jugement dans cinq affaires.
Lors d'un dernier discours face au Conseil de sécurité de l'ONU, l'ex-procureure du Tribunal pénal international pour l'ex-Yougoslavie (TPIY), dénonça le lundi 10 décembre 2007, "l'obstruction délibérée" de la Serbie pour procéder à l'arrestation des ex-chefs politique et militaire Serbes de Bosnie, Radovan Karadzic et Ratko Mladic, accusés de génocide.
La magistrate suisse critiqua l'immobilisme des autorités serbes qui avaient « choisi de ne pas arrêter » Ratko Mladic, alors qu'il se trouvait, et se trouve toujours, en Serbie. En 2004, Radovan Karadzic aurait aussi « passé du temps à Belgrade, sous son vrai nom », sans être inquiété.
Carla Del Ponte a également reproché aux forces internationales présentes en Bosnie après la guerre (1992-1995) de ne pas avoir tenté d'arrêter les criminels de guerre prétextant l' « intérêt d'une paix fragile ». L'immobilisme des institutions et la fuite, selon Carla Del Ponte, des auteurs « des pires crimes commis en Europe depuis la deuxième guerre mondiale », remet en cause selon elle, « l'idée même d'une justice internationale ».
Carla Del Ponte demanda au Conseil de sécurité de l'ONU de ne pas fermer les portes du TPIY, dont la date limite d'activité est prévue jusqu'en 2010, tant que les deux fugitifs ne seraient pas jugés. L'un de ses grands regrets concerne Slobodan Milošević, qui mourut d'un « infarctus » (sic) dans sa cellule le 11 mars 2006 sans que le procès ne fût achevé. Il restait à la procureure dix jours, à raison de quatre heures d'audience chaque jour, soit quarante heures, avant de requérir à l'encontre de l'ancien chef d'État la sentence finale qui aurait été, selon elle, la reconnaissance de sa culpabilité et la réclusion à perpétuité. Elle avait déjà préparé son réquisitoire. Elle déclara : « Ce fut une déception professionnelle parce que cela devait être un réquisitoire historique, mais surtout pour les victimes qui attendaient justice et qui n'ont pu l'avoir ». Après huit ans à son poste, Carla Del Ponte déclara partir « avec un sentiment de déception ».

#### Membre de la commission d'enquête sur la Syrie
Nommée membre, en septembre 2012, de la Commission indépendante internationale d'enquête pour la Syrie, sous les auspices du Conseil des droits de l'homme des Nations unies, elle déclare, le 6 mai 2013, au micro d'une radio suisse de langue italienne, que selon les témoignages recueillis par la commission, « les rebelles ont utilisé des armes chimiques, faisant usage de gaz sarin », tout en précisant que les enquêtes devaient « encore être approfondies, vérifiées et confirmées à travers de nouveaux témoignages ». Ses allégations ont été démenties par le secrétariat de la commission, à Genève, qui indique que celle-ci n'est pas en possession d'éléments probants « permettant de conclure que des armes chimiques ont été utilisées par les parties au conflit ». Ces propos sont jugés irresponsables car établis à la suite d'entretiens et « sans preuve incontestable », par la journaliste Ana Maria Luca, qui ajoute que « cela montre sa méconnaissance de la Syrie ».
Elle démissionne de la commission d'enquête sur la Syrie en août 2017, estimant que cette dernière « ne fait absolument rien » et accusant ses membres de « ne pas vouloir établir la justice ». Elle affirme être « convaincue » que la communauté internationale dispose d'assez de preuves pour condamner Bachar el-Assad pour crimes de guerre. Toutefois, elle déclare aussi : « Au début il y avait le bien et le mal. L’opposition du côté du bien et le gouvernement dans le rôle du mal. Désormais, tous en Syrie sont du côté du mal. Le gouvernement Assad a perpétré de terribles crimes contre l’humanité et utilisé des armes chimiques. Et l’opposition n’est désormais composée que d’extrémistes et de terroristes. »

### Quelques autres cibles et affaires célèbres
- Au milieu des années 1990, elle mena une enquête dans le cadre d'un scandale financier international à l'encontre de l'ex-président russe Boris Eltsine, sa famille et plusieurs de ses collaborateurs, accusés d'avoir participé au détournement et au blanchiment de dizaines de milliards de dollars. Boris Eltsine aurait bénéficié, dans l'affaire politico-mafieuse Mabetex, du détournement de sommes destinées à sortir la Russie du marasme économique et provenant en majeure partie du Fonds monétaire international (FMI).
- Elle gela les comptes bancaires suisses de la Première ministre pakistanaise Benazir Bhutto, soupçonnée de corruption et de blanchiment d'argent avec son mari Asif Ali Zardari. Ils auraient détourné des centaines de millions voire des milliards de dollars.
- Dans le cadre de l'affaire Mikhaïlov elle mena une procédure à l'encontre du russe Sergueï Mikhaïlov, dit « Mikhas » et soupçonné d’être un des parrains de la principale organisation criminelle d’ex-Union soviétique, la Solntsevskaya. Il fut placé en détention préventive sur le soupçon d’avoir violé les lois suisses réprimant le blanchiment et l’appartenance à une organisation criminelle.
- En 1995, elle bloqua 130 millions de dollars déposés par Raúl Salinas, le frère aîné du président mexicain Carlos Salinas, dans diverses banques helvétiques, dont la banque Pictet, la banque Julius Bär et la filiale suisse de la Citibank new-yorkaise. L'argent provenait de la corruption, du détournement d'argent public et du trafic de stupéfiants (notamment de la cocaïne) ; il confirmait notamment les liens entre le clan familial Salinas et les cartels de la drogue.
- En janvier 2002, elle accusa le président serbe en fonction Vojislav Koštunica d'être complice du criminel de guerre, l’ex-président Slobodan Milošević, et d'être responsable à l'époque du refus de son extradition.
- Elle a accusé le Vatican de protéger le général croate, ancien légionnaire français et accusé de crime de guerre, Ante Gotovina, affirmant qu'il était caché dans un monastère croate. Il fut arrêté en Espagne en 2005. Le 12 octobre 2005, les franciscains de Croatie et de Bosnie exigèrent des excuses de la part du TPIY.
- En 2008, elle dénonce dans son livre écrit en collaboration avec le reporter américain d'origine croate du New York Times Chuck Sudetic, La caccia, Io e i criminali di guerra (Feltrinelli, 2008 ; La Chasse, moi et les criminels de guerre), un trafic d’organes extraits de prisonniers serbes enlevés au Kosovo en 1999 par l'UÇK). Les victimes, avant d’être tuées, auraient subi des opérations d’ablation d'organes vendus à des trafiquants internationaux[16]. Elle accuse notamment Hashim Taci, Premier ministre du Kosovo, d'avoir été impliqué dans ce trafic[17]. Elle expose ainsi des détails d'atrocité. Selon elle, 300 prisonniers (des adolescents en bonne santé, des femmes, des Serbes et d'autres ressortissants slaves) auraient été déportés durant l’été 1999 du Kosovo dans une ville du nord de l'Albanie. Ces derniers auraient été internés dans une maison de la cité de Burrel[18] afin de leur prélever des organes destinés à des cliniques étrangères procédant aux transplantations contre des paiements versés par les patients. Les prisonniers auraient été, selon les cas, opérés une seconde fois, avant d'être tués. En 2003, des enquêteurs du TPIY se sont rendus sur les lieux où se seraient déroulés ces crimes et ont trouvé des traces de sang, mais ils n'ont pu confirmer s'il s'agissait de sang humain. Ils trouvèrent également une seringue, des flacons vides de médicaments dont un utilisé lors d'interventions chirurgicales[19]. D'après son ancienne porte-parole au TPIY, Florence Hartmann[20], Carla del Ponte « n'a pas le début d’une preuve pour étayer ces accusations ». Dans le quotidien suisse Le Temps, elle dénonça comme « irresponsable » et « indigne » de la part de la juge de présenter « comme des faits avérés ce qui, en réalité, a été impossible à prouver ». L'ex-procureur, dans son ouvrage où pointe sa déception après « huit ans de bataille et d'attente », précise elle-même que les preuves étaient « malheureusement insuffisantes » pour mener une enquête qui aboutisse. Mais depuis, elle n’a pas manifesté de réaction à cette controverse. En Suisse, le ministère des Affaires étrangères a enjoint à l'ambassadeur de regagner au plus vite son poste en Argentine, la priant de renoncer à toute promotion de son livre[21]. L'organisation Human Rights Watch a, quant à elle, déclaré que ces accusations étaient « crédibles »[22].

En 2021, elle a été visée par une plainte pénale internationale de l’avocat albano-kosovar Tom Gashi pour faux et usage de faux.

## Récompenses et titres honorifiques
- Le 13 janvier 2001, elle reçoit de la commune de Dogliani le prix Zolfanello d'oro « en considération du rôle actif qu'elle a joué dans l'affirmation des droits fondamentaux de la personne humaine dans le monde entier » et pour « avoir su éveiller l'espoir en la justice ».
- En 2002, l'université catholique de Louvain lui décerne le titre honorifique de docteur honoris causa pour son engagement dans la défense des droits de l'homme.
- En 2002 elle reçoit le « prix de la paix de Westphalie » pour son courage exemplaire dans la mise en lumière des délits commis en ex-Yougoslavie.
- Le 23 mars 2006, elle reçoit, pour des raisons identiques à celles citées pour le « prix de la paix de Westphalie », le « prix de la fondation Wartburg d'Eisenach » réservé aux personnalités qui se sont distinguées en faveur de l'unité européenne.
- Le 20 septembre 2007 la Hochschule für Wirtschaft HSW Luzern (Haute école universitaire d'économie de Lucerne) lui décerne le prix « Corporate Women Award Switzerland 2007 » pour saluer son parcours professionnel.
- Le 21 septembre 2007, elle reçoit le prix de la Paix de l'association Soroptimist International pour la récompenser encore une fois de son grand engagement personnel en faveur des droits de l'homme, de la paix et de la justice sociale.
- Le 12 janvier 2008, à l'occasion du sixième gala « Swiss Award », un jury de cent personnalités la désigne personnalité suisse de l'année dans le domaine politique pour son travail à la tête du Tribunal pénal international pour l'ex-Yougoslavie.
- Le 16 mars 2009, l'Université Lumière Lyon 2 lui décerne le titre honorifique de docteur honoris causa.
- Le 28 septembre 2011, l'Université de Limoges lui décerne le titre honorifique de docteur honoris causa.

## Livre
- Carla Del Ponte (en collab. avec Chuck Sudetic ; autobiographie traduite de l'anglais par Isabelle Taudière), La traque, les criminels de guerre et moi, Paris, H. d'Ormesson, 2009, 648 p.  (ISBN 978-2-35087-100-4)[24]

autobiographie de Carla del Ponte

## Interview
Émission « Pardonnez-moi » de la Télévision suisse romande - avril 2011

### Sources
- La Liste de Carla, documentaire de Marcel Schüpbach, avec Carla Del Ponte (durée : 1 h 35).
- Philippe Bolopion, « Carla Del Ponte quitte le TPIY "déçue" », Le Monde, 12 décembre 2007.
- Alain Barluet, « La longue traque de Carla Del Ponte », Le Figaro, 15 octobre 2007.
- Marc Sémo, « De guerre jamais lasse », Libération, 26 avril 2007.